# Hov i Nävsta
Hov i Nävsta – miejscowość (småort) w Szwecji w gminie Sundsvall w regionie Västernorrland. Około 77 mieszkańców.